# American Thoracic Society
Die American Thoracic Society mit Sitz in New York City ist eine international ausgerichtete medizinische Gesellschaft, die weltweit mehr als 16.000 Mitglieder hat und damit zu den größten ihrer Art zählt. Ihre Zielsetzung sieht sie in der Förderung wissenschaftlicher Erkenntnisse in den Bereichen der Pulmologie, Intensiv- und Schlafmedizin. Zur Mitgliedschaft zählen Ärzte, Wissenschaftler und Pflegeexperten. 32 % der Mitglieder sind außerhalb der USA tätig.
Die 1905 gegründete Gesellschaft ist Herausgeberin von vier medizinischen Fachpublikationen:
- des American Journal of Respiratory and Critical Care Medicine
- des American Journal of Respiratory Cell and Molecular Biology
- der Annals of the American Thoracic Society
- des ATS Scholar

Zudem hält sie jährlich einen großen internationalen Kongress ab, den letzten vom 20.–22. Mai 2024 in San Diego. Veröffentlichungen und von Experten erarbeitete Richtlinien zu verschiedenen medizinischen Problemstellungen sind im Internet abrufbar. Präsident der Gesellschaft ist für die Jahre 2024/25 Irina Petrache.